# Angel and the Ape
Angel and the Ape (dt. Angel und der Affe, abgekürzt AatA) ist der Titel mehrerer humoristischer Comicserien, die der US-amerikanische Verlag DC-Comics zwischen 1968 und 2001 veröffentlichte.

## Handlung
Die Serie handelt von der attraktiven Privatdetektivin Angel O’Day, die eine leidlich funktionierende Kanzlei (O’Day and Simeon) betreibt. O’Days Partner ist Sam Simeon, ein riesiger Gorilla, der im Stande ist, sich wie ein Mensch zu verhalten, wie ein Mensch zu sprechen, zu gestikulieren und überhaupt über eine menschengleiche Intelligenz verfügt und sich menschenähnlicher Denkweisen bedient. Gemeinsam lösen die beiden verschiedene aberwitzige Fälle. Seine Gorillaidentität verbirgt Sam, der aus der im afrikanischen Dschungel gelegenen Stadt Gorilla City stammt, die ausschließlich von intelligenten Affen bewohnt wird, durch spezielle telepathische Kräfte, über die er verfügt und die es ihm ermöglichen, Menschen vorzutäuschen, dass er wie ein normaler Mann aussieht.
Der Name Sam Simeon ist in doppeltem Sinne anspielungsgeladen. Der Vorname des kriminalistisch begabten Affen spielt auf den fiktiven Privatdetektiv Sam Spade an, den Helden einer Reihe von Kriminalromanen aus der Feder von Dashiell Hammett, die zum Teil auch mit Humphrey Bogart in der Hauptrolle verfilmt wurden. Der Nachname Simeon ist wiederum eine Hommage an den Belgier Georges Simenon, einen der erfolgreichsten Kriminalschriftsteller des 20. Jahrhunderts. Der Name Simeon ist zugleich als Wortspiel zu sehen, da er für Amerikaner ähnlich klingt wie das englische Adjektiv simian, das so viel heißt wie „äffisch“ oder „den Affen betreffend“.

## Veröffentlichungsgeschichte

### Angel and the Ape, 1. Serie (1967–1968)
Die erste Serie, die unter dem Titel Angel and the Ape erschien, umfasste sieben Ausgaben, die zwischen November/Dezember 1968 und November/Dezember 1969 im Zweimonatsrhythmus publiziert wurden. Der Serie vorangegangen war eine „Test“-Geschichte, die in der Ausgabe #77 (September 1968) der experimentellen Anthologie-Reihe Showcase erschien, in der ständig wechselnde Konzepte auf ihre Tauglichkeit für eigene Serien geprüft wurden. Obwohl das Showcase-Heft auf ein positives Echo stieß, war Angel and the Ape kein Erfolg beschieden. Nach schwachen Verkaufszahlen änderte man den Titel nach Ausgabe #6 in Meet Angel und stellte die Serie mit der Ausgabe #7 vom Dezember 1969 komplett ein. Vieles spricht dafür, dass der Verlag in der letzten Phase der Serie geplant hatte, den Ape-Charakter allmählich aus der Serie herauszuschreiben (so wurde etwa sein Name auf dem Titel der Serie allmählich immer kleiner abgedruckt und mit Nummer #7 ganz weggelassen) und Angel zur alleinigen Hauptfigur zu machen. Diese Pläne – so sie existiert haben – zerschlugen sich jedoch mit der Einstellung der Serie.
Verfasst wurden sämtliche diese Ausgaben von dem Autor E. Nelson Bridwell. Als Zeichner figurierte Bob Oksner, der von dem Tuschezeichner Wally Wood unterstützt wurde.

### Angel and the Ape, 2. Serie (1991)
Zwischen März und Juni 1991 erschien eine weitere AatA-Serie, die als vierteilige Miniserie konzipiert war. Die von dem Autor Phil Foglio verfasste Reihe wurde zwar von Kritikern und Lesern wohlwollend aufgenommen, wurde jedoch aus verlagspolitischen Gründen nicht fortgesetzt, da die Leitung von DC zu diesem Zeitpunkt humoristische Serien aus dem Verlagsprogramm verbannen wollte.

### Angel and the Ape, 2. Serie (2001–2002)
2001/2002 folgte eine weitere AatA-Serie, die in dem speziell auf erwachsene Leser abzielenden DC-Imprint Vertigo erschien. Zwischen Oktober 2001 und Januar 2002 erschien eine Miniserie, die als Ausgangspunkt einer fortlaufenden Serie geplant war, die aufgrund bescheidener Verkaufszahlen nicht zustande kam.